# Enwen
Enwen est un village du Cameroun situé dans l’arrondissement de Batibo, dans le département de Momo et dans la Région du Nord-Ouest.

## Localisation
Le village de Enwen est localisé à 5° 51′ 00″ N et 9° 48′ 27″ E. Il se trouve à environ 41 km de distance de Bamenda, le chef-lieu de la Région du Nord-Ouest et à environ 291 km de distance de Yaoundé, la capitale du Cameroun.

## Population
Lors du recensement de 2005, le village comptait 983 habitants, dont 461 hommes et 522 femmes.

## Développement local
Depuis 2008, l'organisation non-gouvernementale Nahow soutient le village dans des actions de développement local.